# Rabastens-de-Bigorre
 Rabastens-de-Bigorre  (en occitano Rabastens (de Bigòrra)) es una comuna y población de Francia, en la región de Mediodía-Pirineos, departamento de Altos Pirineos, en el distrito de Tarbes. Es la cabecera y mayor población del cantón de su nombre.
Está integrada en la Communauté de communes Adour Rustan Arros, de la cual es la mayor población.

## Demografía
Su población en el censo de 1999 era de 1.336 habitantes.
| 911 | 918 | 1,050 | 1,083 | 1,082 | 1,299 | 1,284 | 1,336 |
| Para los censos de 1962 a 1999 la población legal corresponde a la población sin duplicidades (Fuente: INSEE [Consultar]) |     |       |       |       |       |       |       |